# Daniel Gauthier
Pour les articles homonymes, voir Gauthier.
Daniel Gauthier, né le 5 septembre 1958, a cofondé le Cirque du Soleil avec Guy Laliberté. Il est aussi le propriétaire du centre de ski Le Massif à Petite-Rivière-Saint-François dans Charlevoix.  
En 1988, Daniel Gauthier a cofondé le réseau Admission avec Jean-Françoys Brousseau, qui est aujourd'hui derrière Outbox, une billetterie informatisée.  